# Naturpark Diemelsee

Logo Naturpark Diemelsee

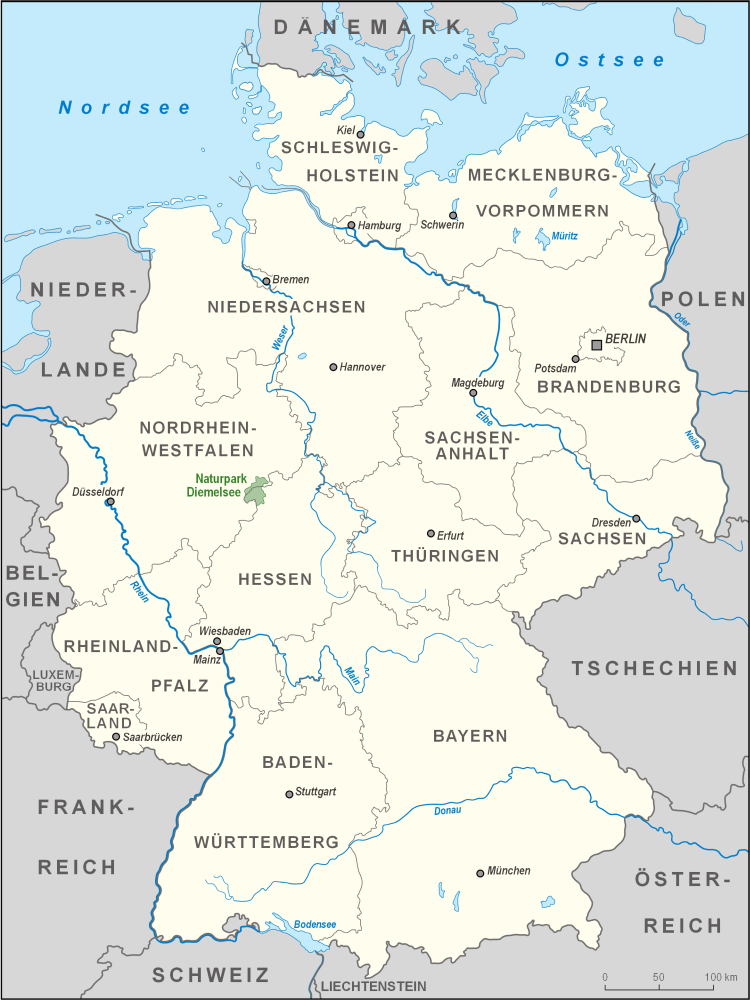
Lage des Naturparkes in Deutschland

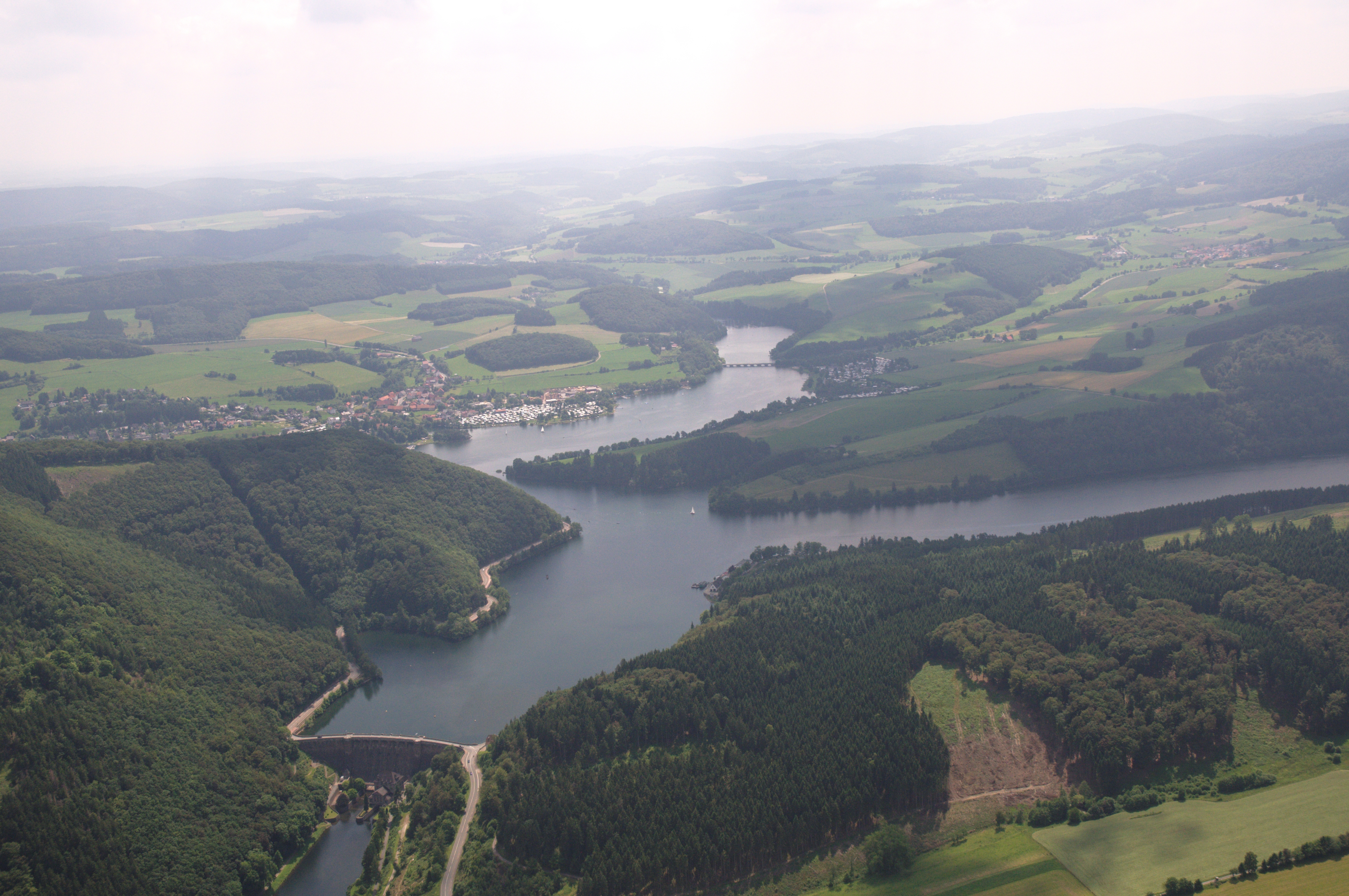
Der Diemelsee

Der Naturpark Diemelsee ist ein 335 km² großer Naturpark im Grenzgebiet der deutschen Bundesländer Hessen und Nordrhein-Westfalen. Im Mittelpunkt liegt der namensgebende Stausee der Diemeltalsperre. Er ist einer von insgesamt 106 Naturparken in Deutschland.

## Geographie
Der Naturpark liegt verteilt in beiden Bundesländern am Nordostabfall des Rothaargebirges bzw. im zu Waldeck gehörenden Upland. Im Norden grenzt er an die Paderborner Hochfläche, im Osten und Südosten an die Waldecker Tafel und im Nordwesten an den Arnsberger Wald.
Der Naturpark Diemelsee wird unter anderem von Aabach, Aarbach, Diemel, Hoppecke, Itter, Neerdar, Rhene und Wilder Aa („Aar“) durchflossen.
Die wichtigsten Gemeinden innerhalb des Parks sind Willingen im Südwesten, Diemelsee im Mittelteil und die Stadt Marsberg im Nordosten. Ferner liegen Teile von Brilon und Korbach im Naturpark. Der Sitz der Verwaltung des Naturparks liegt in Willingen.

## Benachbarte Naturparks
- Naturpark Arnsberger Wald – etwas entfernt im West-Nordwesten
- Naturpark Teutoburger Wald/Eggegebirge – etwas entfernt im Nord-Nordosten
- Naturpark Habichtswald – einiges entfernt im Osten
- Naturpark Kellerwald-Edersee – etwas entfernt im Südosten
- Naturpark Sauerland-Rothaargebirge – im Süd-Südwesten

## Natur im Naturpark
2015 wurde das Buch Artenvielfalt im Naturpark Diemelsee veröffentlicht. Dieses Buch entstand bei Arbeiten im Rahmen des von der Deutschen Bundesstiftung Umwelt geförderten des Projektes Biotopverbund als Klimaanpassungsstrategie des Naturschutzes in der Beispielregion Naturpark Diemelsee. Dabei arbeitet der Zweckverband Naturpark Diemelsee mit dem NABU Waldeck-Frankenberg, dem Verein für Natur- und Vogelschutz im Hochsauerlandkreis und die Biologische Station Hochsauerlandkreis zusammen. In dem Buch wurde die vorliegen Daten zum Artenbestand im Naturpark veröffentlicht.
Im Naturpark wurden bis 2014 1.098 Farn- und Blütenpflanzenarten, 170 Flechtenarten, 46 Säugetierarten, 14 Fledermausarten, 181 Vogelarten, 12 Amphibienarten, 5 Reptilienarten, 90 Schneckenarten, 26 Heuschreckenarten und 1.224 Schmetterlingsarten nachgewiesen.